# Novas pessoas
Novas pessoas é como eram chamados os civis cambojanos que foram controlados e explorados pelo Regime do Quemer Vermelho, no Camboja, entre 1975 e 1979. Geralmente, o termo é usado apenas para os civis, apesar de qualquer cidadão do país aquela época ter sido enquadrado no mesmo tipo de controle exibido pelo regime político.
Os Novas pessoas não eram autorizados a possuir propriedades e foram forçados a trabalhar pelo menos 10 horas por dia,e até mais do que isso. A alimentação fornecida a essa categoria era muitas vezes escassa, o que resultou em uma grande fome no período. Em 1976, estimava-se que 80% da população cambojana sofria de malária.
Um dos lemas do Quemer Vermelho, em referência às novas pessoas, era "Manter você não é nenhum benefício. Destruir você não é nenhuma perda".